# Frikadeller

Frikadeller av svensk typ, som är kokta.

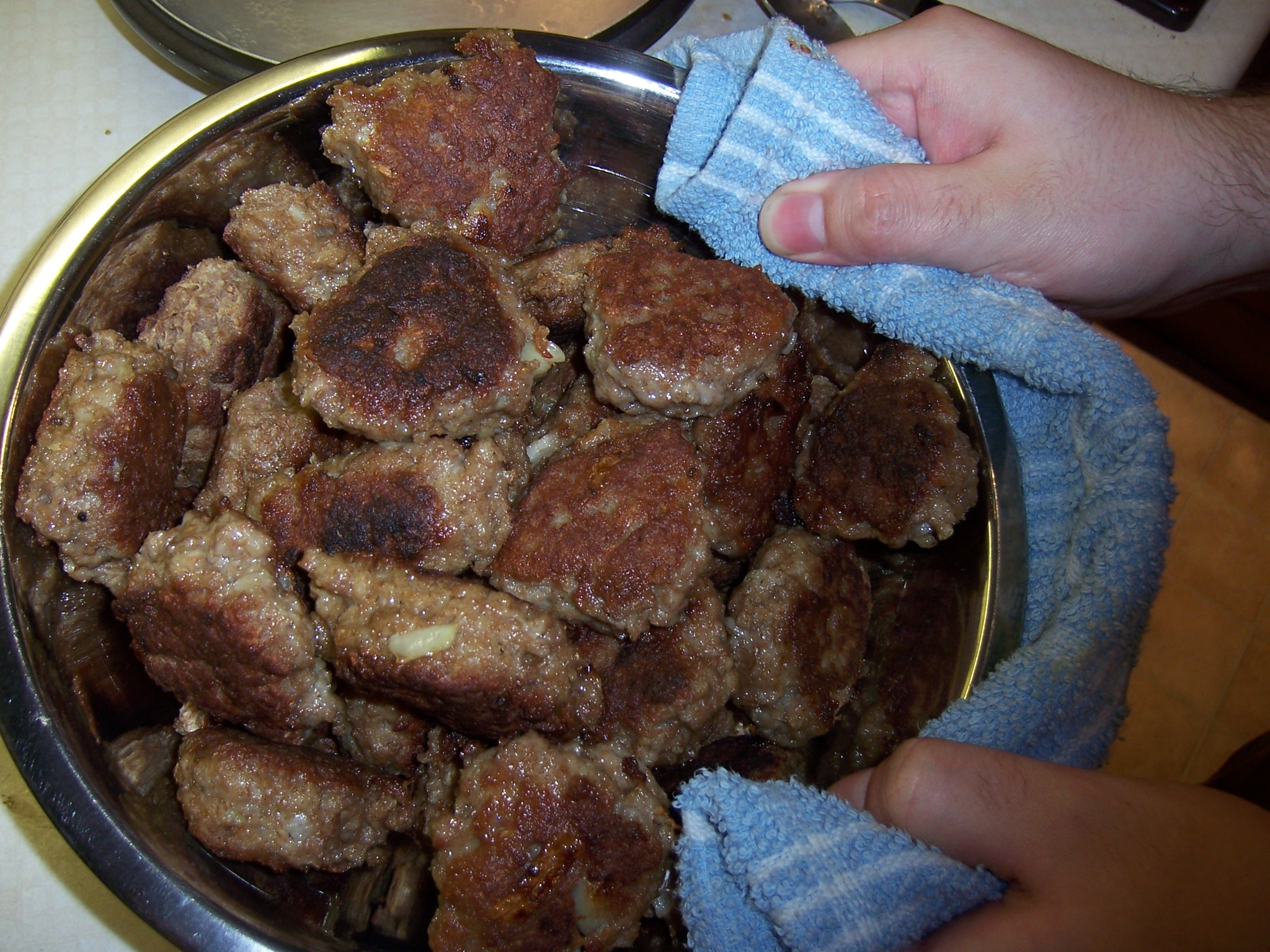
Frikadeller av dansk typ, som är stekta.

Frikadeller är stekta eller kokta bullar av köttfärs som kan vara formade på olika sätt, beroende på land. De kan vara gjorda av nöt-, kalv-, fläsk-, lamm-, fågel- eller fiskfärs.
På svenska syftar begreppet "frikadeller" på små köttbullar som kokas istället för att stekas . De serveras ofta i soppa och kokas då direkt i soppan. Under 1700- och 1800-talen var kokta frikadeller vanligare än stekta köttbullar och serverades med en rad olika tillbehör.
På de flesta andra språk syftar begreppet "frikadeller" på stekta köttfärsbiffar formade som pannbiffar eller järpar. Det gäller bland annat Tyskland och Danmark.
Ordet "frikadell" är belagt i svenska språket från år 1664. Då avsåg det stycken av kalvkött som rullades i hackade grönsaker, fett och äggulor samt bakades i en täckt kopparpanna.
Varianter av ordet finns på flera språk, men dess ursprung är inte klarlagt. Enligt svenska källor härstammar det sannolikt från äldre franskans fricandel(le), sedermera fricadelle.